# استان پازارجیک
پازارجیک نام یکی از استان‌های کشور بلغارستان است.